# 日暮晶
日暮 晶（ひぐらし あきら）は日本の小説家、ライトノベル作家。第27回富士見書房ファンタジア大賞にて『二・五次元スリーセブンズ』が金賞を受賞。（受賞時のペンネームは日音暮モノ）
その後『災厄戦線のオーバーロード』でライトノベル作家デビュー。

## 作品一覧

### 小説
- 災厄戦線のオーバーロード（2015年、富士見ファンタジア文庫、全3巻）
- この旅の果ては、約束と救済と嘘の場所（2016年、富士見ファンタジア文庫、既刊1巻）
- 異世界パンダ（2018年、ドラゴンマガジン2018年11月号 龍皇杯掲載）